# Slodnjak
Slodnjak je priimek več znanih Slovencev:
- Anton Slodnjak (1899—1983), literarni zgodovinar, pripovednik in kritik
- Breda Slodnjak (r. Milčinski) (1911—2001), slavistka
- Jože Slodnjak, novinar
- Marija Petrov Slodnjak (1933—1996), jezikoslovka slavistka, doc. in lektorica v Salzburgu...
- Marko Slodnjak (1946—1984), publicist, dramaturg in gledališki lektor
- Martin Slodnjak, športnik sabljač, učitelj mečevanja na AGRFT
- Tone Slodnjak (1937—1971), igralec
- Vera Slodnjak (r. Marinko) (1946—2018), klinična psihologinja na Svetovalnem centru za otroke, mladostnike in starše